# Gornja Pecka
Gornja Pecka (en serbe cyrillique : Горња Пецка) est un village de Bosnie-Herzégovine. Il est situé dans la municipalité de Mrkonjić Grad et dans la république serbe de Bosnie. Selon les premiers résultats du recensement bosnien de 2013, il compte 142 habitants.

## Démographie

### Évolution historique de la population dans la localité
| 1948 | 1953 | 1961  | 1971 | 1981 | 1991 | 2013 |
| ---- | ---- | ----- | ---- | ---- | ---- | ---- |
| -    | -    | 1 009 | 832  | 655  | 369, | 142  |

|  |

### Communauté locale
En 1991, la communauté locale de Gornja Pecka comptait 690 habitants, répartis de la manière suivante :